# Ure
De Ure is een Engelse rivier in North Yorkshire. Het is de belangrijkste rivier van Wensleydale, de enige der valleien van Yorkshire die genoemd is naar een dorp (Wensley) en niet naar een rivier. De vroegere naam van deze vallei was Yoredale. Ten oosten van Boroughbridge komt de Swale bij de Ure. Op ongeveer 10 kilometer stroomafwaarts van haar samenvloeiing met de Swale voegt de veel kleinere Ouse Gill Beck zich bij Cuddy Shaw Reach (in de buurt van Linton-on-Ouse) bij de Ure. Daar verandert de rivier van naam en heet nu de Ouse. De Ure is samen met deze Ouse Gill Beck een van de twee bronrivieren van de Ouse, en is, als het gaat om zowel debiet als lengte, de grootste van de twee.

## Loop

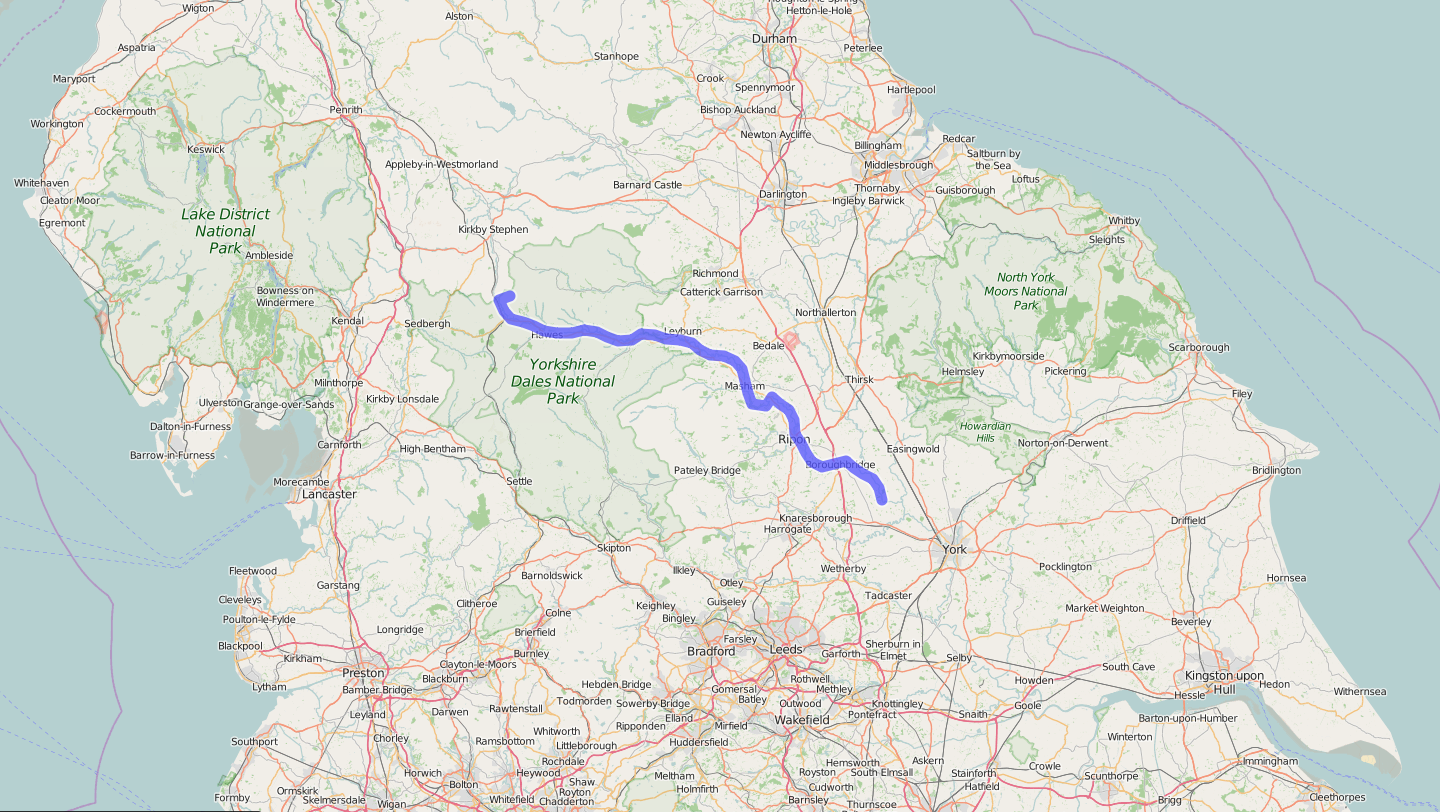
De loop van de Ure (donkerblauw gemarkeerd)

De Ure begint in de buurt van Aisgill, vlak bij de waterscheiding met de Eden, die zelf zich niet eens 100 meter ten noordwesten van de Urebron bevindt. Vervolgens stroomt de Ure als een bergbeekje verder en vormt kort na haar oorsprong een klein dalletje, dat vanuit de wijde omgeving al redelijk opvallend is. Ondertussen neemt de Ure diverse beekjes op, waardoor ze na een kilometer of tien al een redelijk groot debiet voor zo'n korte lengte heeft.
De rivier meandert nog steeds rustig door het natuurrijke, maar agrarische landschap. Hier wordt zij vooral voor economische bezigheden zoals landbouw gebruikt. Vervolgens bereikt zij de plaats Aysgarth waar zij de befaamde Aysgarth-watervallen passeert, die jaarlijks vele toeristen aantrekken. In dit gedeelte van haar tracé heeft ze hier door erosie een klein doorbraakdal gevormd, waardoor die Aysgarth-watervallen zijn ontstaan.
Maar langzamerhand verbreedt haar rivierdal zich nadien weer meer en bereikt achtereenvolgens de plaatsen Redmire, Wensley, Leyburn, Middleham en Masham om, weer voor een klein deel een doorbraakdal te doorkruisen. Maar kort hierna bereikt zij ook de grotere plaatsen Ripon en Boroughbridge om bij de laatstgenoemde plaats samen te komen met de Ouse Gill Beck en zo het officiële begin van de Ouse te vormen.
- Virtual International Authority File: 315169309